# Campionati europei di atletica leggera 2024 - Eptathlon
La gara del eptathlon femminile dei campionati europei di atletica leggera 2024 si è svolta dal 7 e all'8 giugno.

## Podio
| Pos.    | Atleta                | Nazionalità | Tempo   |
| ------- | --------------------- | ----------- | ------- |
| Oro     | Nafissatou Thiam      | Belgio      | 6848 p. |
| Argento | Auriana Lazraq-Khlass | Francia     | 6635 p. |
| Bronzo  | Noor Vidts            | Belgio      | 6596 p. |

## Situazione pre-gara

### Record
Prima di questa competizione, il record del mondo, il record europeo e il record dei campionati erano i seguenti.
| Record                | Prestazione                                                                                   | Atleta                           | Data e luogo                          | Competizione   |
| --------------------- | --------------------------------------------------------------------------------------------- | -------------------------------- | ------------------------------------- | -------------- |
| Record mondiale       | 7291 punti 12"69 (+0.8) - 1,86 m - 15,80 m - 22"56 (+1.6) / 7,27 m (+0.7) - 45,66 m - 2'08"51 | Jackie Joyner-Kersee Stati Uniti | 24 settembre 1988 Seul, Corea del Sud | Olimpiadi 1988 |
| Record europeo        | 7032 punti 13"15 (+0.1) - 1,95 m - 14,81 m - 23"38 (+0.3) / 6,85 m (+1.0) - 47,98 m - 2'12"56 | Carolina Klüft Svezia            | 26 agosto 2007 Osaka, Giappone        | Mondiali 2007  |
| Record dei campionati | 6823 punti 12"95 (-1,0) - 1,89 m - 14,05 m - 23"21 (-0.3) / 6,43 m (+1.1) - 46,71 m - 2'10"18 | Jessica Ennis-Hill Gran Bretagna | 31 luglio 2010 Barcellona, Spagna     | Europei 2010   |

### Campioni in carica
I campioni in carica a livello europeo erano:
| Campione                  | Atleta                  | Prestazione | Data e luogo                               | Competizione                   |
| ------------------------- | ----------------------- | ----------- | ------------------------------------------ | ------------------------------ |
| Europeo                   | Nafissatou Thiam Belgio | 6628 p.     | 18 agosto 2022 Monaco di Baviera, Germania | Campionati europei 2022        |
| Europeo indoor Pentathlon | Nafissatou Thiam Belgio | 5055 p.     | 3 marzo 2023 Istanbul, Turchia             | Campionati europei indoor 2023 |

### La stagione
Prima di questa gara, gli atleti con le migliori tre prestazioni europee dell'anno erano:
| Pos. | Atleta                       | Prestazione | Data e luogo                   |
| ---- | ---------------------------- | ----------- | ------------------------------ |
| 1    | Anouk Vetter Paesi Bassi     | 6642 p.     | 19 maggio 2024 Götzis, Austria |
| 2    | Annik Kälin Svizzera         | 6506 p.     | 19 maggio 2024 Götzis, Austria |
| 3    | Emma Oosterwegel Paesi Bassi | 6337 p.     | 19 maggio 2024 Götzis, Austria |

## Risultati

### 100 metri ostacoli
| Migliore prestazione mondiale       | Jessica Ennis-Hill | 12"54 | Londra, Gran Bretagna | 3 agosto 2012  |                         |
| Migliore prestazione europea        | Jessica Ennis-Hill | 12"54 | Londra, Gran Bretagna | 3 agosto 2012  |                         |
| Migliore prestazione dei Campionati | Sabine Paetz       | 12"89 | Atene, Grecia         | 6 ottobre 1982 | Campionati europei 1982 |

La prova si è svolta a partire dalle 9:40 del 7 giugno.

#### Batteria 1
| Pos | Corsia | Atleta                | Nazionalità | Risultato | Punti | Note                                     |
| --- | ------ | --------------------- | ----------- | --------- | ----- | ---------------------------------------- |
| 1   | -      | Auriana Lazraq-Khlass | Francia     | 13"35     | 1072  | Miglior prestazione personale            |
| 2   | -      | Rita Nemes            | Ungheria    | 13"71     | 1020  |                                          |
| 3   | -      | Verena Mayr           | Austria     | 13"93     | 988   |                                          |
| 4   | -      | Paulina Ligarska      | Polonia     | 13"96     | 984   | (.953)                                   |
| 4   | -      | Yuliya Loban          | Ucraina     | 13"96     | 984   | (.960)                                   |
| 6   | -      | Szabina Szűcs         | Ungheria    | 14"04     | 973   |                                          |
| 7   | -      | Vanessa Grimm         | Germania    | 14"09     | 966   |                                          |
| 8   | -      | Bianca Salming        | Svezia      | 14"48     | 912   | Miglior prestazione personale stagionale |

#### Batteria 2
| Pos | Corsia | Atleta            | Nazionalità   | Risultato | Punti | Note                                     |
| --- | ------ | ----------------- | ------------- | --------- | ----- | ---------------------------------------- |
| 1   | -      | Sveva Gerevini    | Italia        | 13"35     | 1072  | Miglior prestazione personale            |
| 2   | -      | Carolin Schäfer   | Germania      | 13"39     | 1066  | Miglior prestazione personale stagionale |
| 3   | -      | Isabel Posch      | Austria       | 13"56     | 1041  | Miglior prestazione personale stagionale |
| 4   | -      | Sophie Weißenberg | Germania      | 13"58     | 1039  | Miglior prestazione personale stagionale |
| 5   | -      | Xénia Krizsán     | Ungheria      | 13"62     | 1033  | Miglior prestazione personale stagionale |
| 6   | -      | Jade O'Dowda      | Gran Bretagna | 13"70     | 1021  | Miglior prestazione personale stagionale |
| 7   | -      | Nafissatou Thiam  | Belgio        | 13"74     | 1015  | Miglior prestazione personale stagionale |
| 8   | -      | Sofie Dokter      | Paesi Bassi   | 13"77     | 1011  |                                          |

#### Batteria 3
| Pos | Corsia | Atleta                    | Nazionalità   | Risultato | Punti | Note                                     |
| --- | ------ | ------------------------- | ------------- | --------- | ----- | ---------------------------------------- |
| 1   | -      | Annik Kälin               | Svizzera      | 13"14     | 1103  |                                          |
| 2   | -      | Noor Vidts                | Belgio        | 13"16     | 1100  | (.159)                                   |
| 2   | -      | Lovisa Karlsson           | Svezia        | 13"16     | 1100  | (.160)                                   |
| 4   | -      | Beatričė Juškevičiūtė     | Lituania      | 13"18     | 1097  |                                          |
| 5   | -      | Jana Koščak               | Croazia       | 13"40     | 1065  | Miglior prestazione personale stagionale |
| 6   | -      | Saga Vanninen             | Finlandia     | 13"60     | 1036  |                                          |
| 7   | -      | Katarina Johnson-Thompson | Gran Bretagna | 13"66     | 1027  | Miglior prestazione personale stagionale |
| -   | -      | Marijke Esselink          | Paesi Bassi   | dns       |       |                                          |

### Salto in alto
| Migliore prestazione mondiale       | Nafissatou Thiam | 2,02 m | Talence, Francia | 22 giugno 2019 |                         |
| Migliore prestazione europea        | Nafissatou Thiam | 2,02 m | Talence, Francia | 22 giugno 2019 |                         |
| Migliore prestazione dei Campionati | Nafissatou Thiam | 1,98 m | Monaco, Germania | 17 agosto 2022 | Campionati europei 2022 |

La specialità si è svolta a partire dalle 11:35 del 7 giugno.

#### Gruppo A
| Rank | Atleta                | Nazionalità | 1,56 m | 1,59 m | 1,62 m | 1,65 m | 1,68 m | 1,71 m | 1,74 m | 1,77 m | 1,80 m | 1,83 m | Risultato | Punti | Totale Parz. | Note                                     |
| ---- | --------------------- | ----------- | ------ | ------ | ------ | ------ | ------ | ------ | ------ | ------ | ------ | ------ | --------- | ----- | ------------ | ---------------------------------------- |
| 1    | Sveva Gerevini        | Italia      | –      | –      | o      | o      | o      | o      | xo     | xo     | o      | xxx    | 1,80 m    | 978   | 2050         | Miglior prestazione personale            |
| 2    | Auriana Lazraq-Khlass | Francia     | –      | –      | –      | xo     | o      | o      | xo     | o      | xxx    |        | 1,77 m    | 941   | 2013         | =                                        |
| 3    | Lovisa Karlsson       | Svezia      | –      | –      | o      | –      | o      | xo     | xo     | xxx    |        |        | 1,74 m    | 903   | 2003         | Miglior prestazione personale stagionale |
| 4    | Xénia Krizsán         | Ungheria    | –      | xo     | o      | o      | xo     | xo     | xo     | rit.   |        |        | 1,74 m    | 903   | 1936         | Miglior prestazione personale stagionale |
| 5    | Carolin Schäfer       | Germania    | –      | –      | –      | o      | o      | o      | xxx    |        |        |        | 1,71 m    | 867   | 1933         | Miglior prestazione personale stagionale |
| 6    | Vanessa Grimm         | Germania    | –      | –      | o      | o      | xo     | o      | xxx    |        |        |        | 1,71 m    | 867   | 1833         |                                          |
| 6    | Verena Mayr           | Austria     | –      | –      | o      | xo     | o      | o      | xxx    |        |        |        | 1,71 m    | 867   | 1855         |                                          |
| 8    | Annik Kälin           | Svizzera    | –      | –      | –      | o      | xxo    | o      | xxx    |        |        |        | 1,71 m    | 867   | 1970         | Miglior prestazione personale stagionale |
| 9    | Paulina Ligarska      | Polonia     | –      | –      | –      | o      | o      | xxo    | xxx    |        |        |        | 1,71 m    | 867   | 1851         |                                          |
| 9    | Yuliya Loban          | Ucraina     | –      | –      | o      | o      | o      | xxo    | xxx    |        |        |        | 1,71 m    | 867   | 1851         |                                          |
| 11   | Isabel Posch          | Polonia     | o      | o      | o      | xo     | xxo    | xxx    |        |        |        |        | 1,68 m    | 830   | 1871         | Miglior prestazione personale stagionale |
| 12   | Beatričė Juškevičiūtė | Lituania    | o      | o      | o      | o      | xxx    |        |        |        |        |        | 1,65 m    | 795   | 1892         |                                          |
| -    | Marijke Esselin       | Paesi Bassi | dns    | dns    | dns    | dns    | dns    | dns    | dns    | dns    | dns    | dns    | dns       | 0     |              |                                          |

#### Gruppo B
| Rank | Atleta                    | Nazionalità   | 1,59 m | 1,62 m | 1,65 m | 1,68 m | 1,71 m | 1,74 m | 1,77 m | 1,80 m | 1,83 m | 1,86 m | 1,89 m | 1,92 m | 1,95 m | 1,98 m | Risultato | Punti | Totale Parz. | Note                                     |
| ---- | ------------------------- | ------------- | ------ | ------ | ------ | ------ | ------ | ------ | ------ | ------ | ------ | ------ | ------ | ------ | ------ | ------ | --------- | ----- | ------------ | ---------------------------------------- |
| 1    | Nafissatou Thiam          | Belgio        | –      | –      | –      | –      | –      | –      | –      | o      | o      | o      | o      | o      | o      | x rit. | 1,95 m    | 1171  | 2186         | Miglior prestazione personale            |
| 2    | Katarina Johnson-Thompson | Gran Bretagna | –      | –      | –      | –      | –      | –      | o      | o      | o      | xxx    |        |        |        |        | 1,83 m    | 1016  | 2043         |                                          |
| 3    | Jade O'Dowda              | Gran Bretagna | –      | –      | o      | o      | o      | xxo    | xxo    | xxo    | xxo    | rit    |        |        |        |        | 1,83 m    | 1016  | 2037         | Miglior prestazione personale stagionale |
| 4    | Sofie Dokter              | Paesi Bassi   | –      | –      | –      | –      | o      | o      | xxo    | o      | xxx    |        |        |        |        |        | 1,80 m    | 978   | 1989         |                                          |
| 5    | Noor Vidts                | Belgio        | –      | –      | –      | o      | o      | o      | o      | xo     | xxx    |        |        |        |        |        | 1,80 m    | 978   | 2078         |                                          |
| 6    | Jana Koščak               | Croazia       | –      | –      | o      | –      | o      | o      | xo     | xxo    | xxx    |        |        |        |        |        | 1,80 m    | 978   | 2043         |                                          |
| 7    | Bianca Salming            | Svezia        | –      | –      | –      | o      | o      | o      | o      | xxx    |        |        |        |        |        |        | 1,77 m    | 941   | 1853         |                                          |
| 8    | Rita Nemes                | Ungheria      | –      | –      | o      | o      | o      | xxo    | xxo    | xxx    |        |        |        |        |        |        | 1,77 m    | 941   | 1961         |                                          |
| 9    | Szabina Szűcs             | Ungheria      | o      | o      | o      | o      | xo     | xxo    | xxx    |        |        |        |        |        |        |        | 1,74 m    | 903   | 1876         |                                          |
| 10   | Sophie Weißenbergl        | Germania      | –      | –      | –      | –      | xxo    | xxx    |        |        |        |        |        |        |        |        | 1,71 m    | 867   | 1906         |                                          |
| 11   | Saga Vanninen             | Finlandia     | –      | –      | –      | xxo    | xxx    |        |        |        |        |        |        |        |        |        | 1,68 m    | 830   | 1866         |                                          |

### Getto del peso
| Migliore prestazione mondiale       | Eva Wilms       | 20,79 m | Hannover, Germania Est | 28 agosto 1977   |                         |
| Migliore prestazione europea        | Eva Wilms       | 20,79 m | Hannover, Germania Est | 28 agosto 1977   |                         |
| Migliore prestazione dei Campionati | Beatrix Philipp | 17,95 m | Praga, Cecoslovacchia  | 2 settembre 1978 | Campionati europei 1978 |

La gara si è svolta a partire dalle 18:40 del 7 giugno.

#### Gruppo A
| Pos | Atleta           | Nazionalità | #1    | #2    | #3    | Risultato | Punti | Totale Parz. | Note                                     |
| --- | ---------------- | ----------- | ----- | ----- | ----- | --------- | ----- | ------------ | ---------------------------------------- |
| 1   | Nafissatou Thiam | Belgio      | 14,98 | 15,06 | 14,26 | 15,06 m   | 865   | 3051         | Miglior prestazione personale stagionale |
| 2   | Noor Vidts       | Belgio      | 14,07 | 14,79 | 13,91 | 14,79 m   | 847   | 2925         | Miglior prestazione personale            |
| 3   | Paulina Ligarska | Polonia     | 13,92 | 14,51 | 13,64 | 14,51 m   | 828   | 2679         |                                          |
| 4   | Xénia Krizsán    | Ungheria    | 13,57 | 14,03 | 13,78 | 14,03 m   | 796   | 2732         | Miglior prestazione personale stagionale |
| 5   | Rita Nemes       | Paesi Bassi | 13,55 | 12,92 | 13,86 | 13,86 m   | 785   | 2746         |                                          |
| 6   | Annik Kälin      | Svizzera    | 13,28 | 13,61 | x     | 13,61 m   | 768   | 2738         |                                          |
| 7   | Vanessa Grimm    | Germania    | 13,59 | x     | x     | 13,59 m   | 767   | 2600         |                                          |
| 8   | Bianca Salming   | Svezia      | x     | 13,22 | 13,09 | 13,22 m   | 742   | 2595         |                                          |
| 9   | Yuliya Loban     | Ucraina     | 12,86 | 12,65 | 13,05 | 13,05 m   | 731   | 2582         |                                          |
| -   | Carolin Schäfer  | Germania    | x     | x     | x     | nm        | -     | 1933         |                                          |
| -   | Saga Vanninen    | Finlandia   |       |       |       | dns       |       |              |                                          |
| -   | Verena Mayr      | Austria     |       |       |       | dns       |       |              |                                          |

#### Gruppo B
| Pos | Atleta                    | Nazionalità   | #1    | #2    | #3    | Risultato | Punti | Totale Parz. | Note                                     |     |
| --- | ------------------------- | ------------- | ----- | ----- | ----- | --------- | ----- | ------------ | ---------------------------------------- | --- |
| 1   | Auriana Lazraq-Khlass     | Francia       | 15,27 | rit.  |       | 15,27 m   | 879   | 2892         | Miglior prestazione personale            |     |
| 2   | Sophie Weißenberg         | Germania      | x     | 12,96 | 13,84 | 13,84 m   | 783   | 2689         | Miglior prestazione personale stagionale |     |
| 3   | Sofie Dokter              | Paesi Bassi   | 13,71 | 13,57 | 13,58 | 13,71 m   | 775   | 2764         |                                          |     |
| 4   | Beatričė Juškevičiūtė     | Lituania      | x     | 13,33 | 12,81 | 13,33 m   | 749   | 2641         |                                          |     |
| 5   | Jade O'Dowda              | Gran Bretagna | 12,44 | 12,11 | 12,82 | 12,82 m   | 715   | 2752         |                                          |     |
| 6   | Szabina Szűcs             | Ungheria      | 12,58 | 12,24 | 12,60 | 12,60 m   | 701   | 2577         |                                          |     |
| 7   | Isabel Posch              | Austria       | 12,32 | 12,50 | x     | 12,50 m   | 694   | 2565         |                                          |     |
| 8   | Katarina Johnson-Thompson | Gran Bretagna | 11,69 | 12,44 | 12,14 | 12,44 m   | 690   | 2733         |                                          |     |
| 9   | Sveva Gerevini            | Italia        | 12,37 | x     | 12,30 | 12,37 m   | 686   | 2736         |                                          |     |
| 10  | Lovisa Karlsson           | Svezia        | 10,93 | 11,15 | 12,28 | 12,28 m   | 680   | 2683         |                                          |     |
| 11  | Jana Koščak               | Croazia       | 11,90 | 11,67 | 12,16 | 12,16 m   | 672   | 2715         |                                          |     |
| -   | Marijke Esselin           | Paesi Bassi   | dns   | dns   | dns   | dns       | dns   | dns          | dns                                      | dns |

### 200 metri
| Migliore prestazione mondiale       | Jackie Joyner-Kersee      | 22"30 | Indianapolis, Stati Uniti d'America | 15 luglio 1988 | Olimpiadi 1988          |
| Migliore prestazione europea        | Dafne Schippers           | 22"35 | Götzis, Austria                     | 31 maggio 2014 |                         |
| Migliore prestazione dei Campionati | Katarina Johnson-Thompson | 22"88 | Berlino, Germania                   | 9 agosto 2018  | Campionati europei 2018 |

La prova di velocità si è svolta a partire dalle 21:45 del 7 giugno.

#### Batteria 1
| Pos | Corsia | Nome           | Nazionalità | Tempo | Punti | Totale Parz. | Note                                     |
| --- | ------ | -------------- | ----------- | ----- | ----- | ------------ | ---------------------------------------- |
| 1   | -      | Sveva Gerevini | Italia      | 23"81 | 999   | 3735         | Miglior prestazione personale            |
| 2   | -      | Szabina Szűcs  | Ungheria    | 24"97 | 890   | 3467         | Miglior prestazione personale stagionale |
| 3   | -      | Xénia Krizsán  | Ungheria    | 25"23 | 866   | 3598         | Miglior prestazione personale stagionale |
| 4   | -      | Rita Nemes     | Paesi Bassi | 25"38 | 852   | 3598         | Miglior prestazione personale stagionale |
| 5   | -      | Bianca Salming | Svezia      | 26"74 | 734   | 3329         |                                          |
| 6   | -      | Yuliya Loban   | Ucraina     | dns   | dns   | 2582         |                                          |
| 7   | -      | Verena Mayr    | Austria     | dns   | dns   | dns          |                                          |

#### Batteria 2
| Pos | Corsia | Nome             | Nazionalità   | Tempo | Punti | Totale Parz. | Note                                     |
| --- | ------ | ---------------- | ------------- | ----- | ----- | ------------ | ---------------------------------------- |
| 1   | -      | Noor Vidts       | Belgio        | 23"85 | 995   | 3920         | Miglior prestazione personale stagionale |
| 2   | -      | Lovisa Karlsson  | Svezia        | 23"99 | 982   | 3665         | Miglior prestazione personale            |
| 3   | -      | Nafissatou Thiam | Belgio        | 24"81 | 904   | 3955         | Miglior prestazione personale stagionale |
| 4   | -      | Jade O'Dowda     | Gran Bretagna | 24"82 | 903   | 3655         | Miglior prestazione personale stagionale |
| 5   | -      | Vanessa Grimm    | Germania      | 24"94 | 892   | 3492         |                                          |
| 6   | -      | Paulina Ligarska | Polonia       | 24"96 | 890   | 3569         |                                          |
| 7   | -      | Jana Koščak      | Croazia       | 25"12 | 876   | 3591         |                                          |
| -   | -      | Saga Vanninen    | Finlandia     | dns   | dns   | dns          |                                          |

#### Batteria 3
| Pos | Corsia | Nome                      | Nazionalità   | Tempo | Punti | Totale Parz. | Note                                     |
| --- | ------ | ------------------------- | ------------- | ----- | ----- | ------------ | ---------------------------------------- |
| 1   | -      | Sophie Weißenberg         | Germania      | 23"53 | 1026  | 3715         |                                          |
| 2   | -      | Auriana Lazraq-Khlass     | Francia       | 23"56 | 1023  | 3915         | Miglior prestazione personale            |
| 3   | -      | Sofie Dokter              | Paesi Bassi   | 23"72 | 1008  | 3772         | Miglior prestazione personale stagionale |
| 4   | -      | Annik Kälin               | Svizzera      | 23"96 | 985   | 3723         |                                          |
| 5   | -      | Isabel Posch              | Polonia       | 24"06 | 975   | 3540         | Miglior prestazione personale stagionale |
| 6   | -      | Beatričė Juškevičiūtė     | Lituania      | 24"09 | 972   | 3613         |                                          |
| -   | -      | Carolin Schäfer           | Germania      | dns   | dns   | 1933         |                                          |
| -   | -      | Katarina Johnson-Thompson | Gran Bretagna | dns   | dns   | 2733         |                                          |

### Salto in lungo
| Migliore prestazione mondiale       | Jackie Joyner-Kersee | 7,27 m | Seul, Corea del Sud       | 24 settembre 1988 | Olimpiadi 1988 |
| Migliore prestazione europea        | Carolina Klüft       | 6,97 m | Tallinn, Estonia          | 4 luglio 2004     |                |
| Migliore prestazione dei Campionati | Anke Behmer          | 6,79 m | Stoccarda, Germania Ovest | 30 agosto 1986    | Europei 1986   |

La specialità si è svolta dalle 12:10 dell'8 giugno.

#### Gruppo A
| Pos | Atleta            | Nazionalità   | #1              | #2              | #3              | Risultato       | Punti | Totale Parz. | Note                                     |
| --- | ----------------- | ------------- | --------------- | --------------- | --------------- | --------------- | ----- | ------------ | ---------------------------------------- |
| 1   | Annik Kälin       | Svizzera      | 6,84 m -0,3 m/s | 6,69 m -0,2 m/s | 6,72 m -0,1 m/s | 6,84 m -0,3 m/s | 1119  | 4842         | Record dei campionati                    |
| 2   | Nafissatou Thiam  | Belgio        | 6,59 m +0,1 m/s | 6,45 m +0,5 m/s | x -0,1 m/s      | 6,59 m +0,1 m/s | 1036  | 4991         | Miglior prestazione personale stagionale |
| 3   | Jade O'Dowda      | Gran Bretagna | 6,44 m 0,0 m/s  | x +0,1 m/s      | 6,48 m -0,4 m/s | 6,48 m -0,4 m/s | 1001  | 4656         | Miglior prestazione personale stagionale |
| 4   | Noor Vidts        | Belgio        | 6,33 m -0,4 m/s | 6,46 m -0,3 m/s | x -0,3 m/s      | 6,46 m -0,3 m/s | 994   | 4914         |                                          |
| 5   | Sophie Weißenberg | Germania      | 6,41 m +0,6 m/s | 6,29 m +0,4 m/s | x -0,3 m/s      | 6,41 m +0,6 m/s | 978   | 4693         | Miglior prestazione personale stagionale |
| 6   | Lovisa Karlsson   | Svezia        | 6,40 m -0,1 m/s | x +0,4 m/s      | x +0,7 m/s      | 6,40 m -0,1 m/s | 975   | 4640         |                                          |
| 7   | Szabina Szűcs     | Ungheria      | 6,18 m +0,7 m/s | 6,23 m +0,1 m/s | 6,09 m -0,4 m/s | 6,23 m +0,1 m/s | 921   | 4388         |                                          |
| 8   | Jana Koščak       | Croazia       | 6,19 m +0,2 m/s | 6,21 m +0,3 m/s | 6,21 m +0,8 m/s | 6,21 m +0,8 m/s | 915   | 4506         |                                          |
| 9   | Isabel Posch      | Austria       | 6,00 m +0,6 m/s | 6,08 m +0,2 m/s | x -0,1 m/s      | 6,08 m +0,2 m/s | 874   | 4414         |                                          |

#### Gruppo B
| Pos | Atleta                | Nazionalità | #1              | #2              | #3              | Risultato       | Punti | Totale Parz. | Note                                     |
| --- | --------------------- | ----------- | --------------- | --------------- | --------------- | --------------- | ----- | ------------ | ---------------------------------------- |
| 1   | Auriana Lazraq-Khlass | Francia     | 5,93 m +0,2 m/s | 6,35 m -0,5 m/s | x -1,1 m/s      | 6,35 m -0,5 m/s | 959   | 4874         | Miglior prestazione personale stagionale |
| 2   | Sveva Gerevini        | Italia      | 6,33 m -1,1 m/s | x -0,7 m/s      | x +0,5 m/s      | 6,33 m -1,1 m/s | 953   | 4688         | Miglior prestazione personale stagionale |
| 3   | Rita Nemes            | Ungheria    | 6,30 m -0,1 m/s | 6,31 m +0,1 m/s | x +0,2 m/s      | 6,31 m +0,1 m/s | 946   | 4544         | Miglior prestazione personale            |
| 4   | Xénia Krizsán         | Ungheria    | 5,89 m +0,4 m/s | 6,07 m +0,6 m/s | 6,31 m +0,6 m/s | 6,31 m +0,6 m/s | 946   | 4544         | Miglior prestazione personale stagionale |
| 5   | Sofie Dokter          | Paesi Bassi | 6,30 m +0,8 m/s | x +0,2 m/s      | 6,26 m +0,1 m/s | 6,30 m +0,8 m/s | 943   | 4715         |                                          |
| 6   | Vanessa Grimm         | Germania    | x +0,2 m/s      | x +0,2 m/s      | 6,13 m +0,9 m/s | 6,13 m +0,9 m/s | 890   | 4382         | Miglior prestazione personale stagionale |
| 7   | Paulina Ligarska      | Polonia     | 5,74 m -0,1 m/s | 6,07 m +0,5 m/s | x +0,6 m/s      | 6,07 m +0,5 m/s | 871   | 4440         | Miglior prestazione personale stagionale |
| 8   | Beatričė Juškevičiūtė | Lituania    | 5,92 m -0,1 m/s | 5,39 m -0,1 m/s | 6,00 m +0,5 m/s | 6,00 m +0,5 m/s | 850   | 4463         |                                          |
| -   | Bianca Salming        | Svezia      | dns             | dns             | dns             | dns             | dns   | 3329         |                                          |

### Lancio del giavellotto
| Migliore prestazione mondiale       | Barbora Špotáková | 60,90 m | Talence, Francia  | 16 settembre 2012 |              |
| Migliore prestazione europea        | Barbora Špotáková | 60,90 m | Talence, Francia  | 16 settembre 2012 |              |
| Migliore prestazione dei Campionati | Nafissatou Thiam  | 57,91 m | Berlino, Germania | 10 agosto 2018    | Europei 2018 |

La specialità si è svolta dalle ore 18:05 dell'8 giugno.

#### Gruppo A
| Pos | Atleta                | Nazionalità | #1      | #2      | #3      | Risultato | Punti | Totale Parz. | Note                                     |
| --- | --------------------- | ----------- | ------- | ------- | ------- | --------- | ----- | ------------ | ---------------------------------------- |
| 1   | Nafissatou Thiam      | Belgio      | 53,00 m | 50,40 m | 51,50 m | 53,00 m   | 918   | 5909         | Miglior prestazione personale stagionale |
| 2   | Sofie Dokter          | Paesi Bassi | 41,98 m | 45,85 m | 47,17 m | 47,17 m   | 805   | 5520         | Miglior prestazione personale            |
| 3   | Vanessa Grimm         | Germania    | 45,56 m | rit.    | -       | 45,56 m   | 774   | 5156         | Miglior prestazione personale stagionale |
| 4   | Annik Kälin           | Svizzera    | 42.61 m | 45,46 m | x       | 45,46 m   | 772   | 5614         |                                          |
| 5   | Xénia Krizsán         | Ungheria    | 44,57 m | x       | 44,98 m | 44,98 m   | 763   | 5307         | Miglior prestazione personale stagionale |
| 6   | Rita Nemes            | Ungheria    | 41,84 m | 40,00 m | 42,56 m | 42,56 m   | 716   | 5260         |                                          |
| 7   | Beatričė Juškevičiūtė | Lituania    | 39,55 m | 41,47 m | 41,07 m | 41,47 m   | 696   | 5159         |                                          |
| 8   | Paulina Ligarska      | Polonia     | 40,64 m | 40,56 m | 38,98 m | 40,64 m   | 680   | 5120         |                                          |
| -   | Sophie Weißenberg     | Germania    | dns     | dns     | dns     | dns       | dns   | 4693         |                                          |

#### Gruppo B
| Pos | Atleta                | Nazionalità   | #1      | #2      | #3      | Risultato | Punti | Totale Parz. | Note                                     |
| --- | --------------------- | ------------- | ------- | ------- | ------- | --------- | ----- | ------------ | ---------------------------------------- |
| 1   | Auriana Lazraq-Khlass | Francia       | 43,83 m | 48,23 m | 44,44 m | 48,23 m   | 826   | 5700         | Miglior prestazione personale            |
| 2   | Isabel Posch          | Austria       | 45,08 m | 43,59 m | 42,02 m | 45,08 m   | 765   | 5179         | Miglior prestazione personale stagionale |
| 3   | Sveva Gerevini        | Italia        | 34,25 m | 43,65 m | x       | 43,65 m   | 737   | 5425         | Miglior prestazione personale            |
| 4   | Jana Koščak           | Croazia       | 41,00 m | 42,66 m | x       | 42,66 m   | 718   | 5224         | Miglior prestazione personale stagionale |
| 5   | Jade O'Dowda          | Gran Bretagna | 41,54 m | 42,33 m | 41,64 m | 42,33 m   | 712   | 5368         | Miglior prestazione personale stagionale |
| 6   | Noor Vidts            | Belgio        | 42,12 m | 40,93 m | 42,07 m | 42,12 m   | 708   | 5622         | Miglior prestazione personale            |
| 7   | Szabina Szűcs         | Ungheria      | 39,26 m | -       | x       | 39,26 m   | 653   | 5041         |                                          |
| 8   | Lovisa Karlsson       | Svezia        | 37,85 m | x       | 37,16 m | 37,85 m   | 626   | 5266         |                                          |

### 800 metri
| Migliore prestazione mondiale       | Nadine Debois | 2'01"84 | Talence, Francia    | 27 settembre 1987 |              |
| Migliore prestazione europea        | Nadine Debois | 2'01"84 | Talence, Francia    | 27 settembre 1987 |              |
| Migliore prestazione dei Campionati | Irina Belova  | 2'02"75 | Spalato, Jugoslavia | 31 agosto 1990    | Europei 1990 |

La batteria unica si è svolta dalle 21:43 dell'8 giugno.
| Pos | Corsia | Nome                  | Nazionalità   | Tempo   | Punti | Totale | Note                                     |
| --- | ------ | --------------------- | ------------- | ------- | ----- | ------ | ---------------------------------------- |
| 1   | -      | Noor Vidts            | Belgio        | 2'09"49 | 974   | 6596   | Miglior prestazione personale stagionale |
| 2   | -      | Sveva Gerevini        | Italia        | 2'10"75 | 954   | 6379   | Miglior prestazione personale stagionale |
| 3   | -      | Jade O'Dowda          | Gran Bretagna | 2'11"30 | 946   | 6314   | Miglior prestazione personale            |
| 4   | -      | Nafissatou Thiam      | Belgio        | 2'11"79 | 939   | 6848   | Miglior prestazione personale            |
| 5   | -      | Auriana Lazraq-Khlass | Francia       | 2'12"07 | 935   | 6635   | Miglior prestazione personale            |
| 6   | -      | Szabina Szűcs         | Ungheria      | 2'12"80 | 924   | 5965   |                                          |
| 7   | -      | Rita Nemes            | Ungheria      | 2'13"50 | 914   | 6174   |                                          |
| 8   | -      | Paulina Ligarska      | Polonia       | 2'13"52 | 914   | 6034   | Miglior prestazione personale stagionale |
| 9   | -      | Xénia Krizsán         | Ungheria      | 2'13"74 | 911   | 6218   | Miglior prestazione personale stagionale |
| 10  | -      | Sofie Dokter          | Paesi Bassi   | 2'14"63 | 898   | 6418   |                                          |
| 11  | -      | Lovisa Karlsson       | Svezia        | 2'15"94 | 880   | 6146   | (.931),                                  |
| 12  | -      | Vanessa Grimm         | Germania      | 2'15"94 | 880   | 6036   | (.936)                                   |
| 13  | -      | Annik Kälin           | Svizzera      | 2'16"17 | 876   | 6490   | Miglior prestazione personale stagionale |
| 14  | -      | Beatričė Juškevičiūtė | Lituania      | 2'16"88 | 866   | 6025   |                                          |
| 15  | -      | Isabel Posch          | Austria       | 2'22"06 | 796   | 5975   | Miglior prestazione personale stagionale |
| 16  | -      | Jana Koščak           | Croazia       | 2'25"31 | 753   | 5977   |                                          |

### Classifica Finale
La somma dei punti ha determinato i seguenti risultati finali della gara:
| Oro     | Nafissatou Thiam          | 6848 p.  | Prestazione Punti | 13"74 1015 | 1,95 m 1171 | 15,06 m 865 | 24"81 904   | 6,59 m 1036 | 53,00 m 918 | 2'11"79 939 |     |     |
| Argento | Auriana Lazraq-Khlass     | 6635 p.  | Prestazione Punti | 13"35 1072 | 1,77 m 941  | 15,27 m 879 | 23"56 1023  | 6,35 m 959  | 48,23 m 826 | 2'12"07 935 |     |     |
| Bronzo  | Noor Vidts                | 6596 p.  | Prestazione Punti | 13"16 1110 | 1,80 m 978  | 14,79 m 847 | 23"85 995   | 6,46 m 994  | 42,12 m 708 | 2'09"35 974 |     |     |
| 4       | Annik Kälin               | 6490 p.  | Prestazione Punti | 13"14 1103 | 1,71 m 867  | 13,61 m 768 | 23"96 985   | 6,84 m 1119 | 45,46 m 772 | 2'16"17 876 |     |     |
| 5       | Sofie Dokter              | 6418 p.  | Prestazione Punti | 13"77 1011 | 1,80 m 978  | 13,71 m 775 | 23"72 1008  | 6,30 m 943  | 47,17 m 805 | 2'14"63 898 |     |     |
| 6       | Sveva Gerevini            | 6379 p.  | Prestazione Punti | 13"35 1072 | 1,80 m 978  | 12,37 m 686 | 23"81 999   | 6,33 m 953  | 43,65 m 737 | 2'10"75 954 |     |     |
| 7       | Jade O'Dowda              | 6314 p.  | Prestazione Punti | 13"70 1021 | 1,83 m 1016 | 12,82 m 715 | 24"82 903   | 6,48 m 1001 | 42,33 m 712 | 2'11"30 946 |     |     |
| 8       | Xénia Krizsán             | 6218 p.  | Prestazione Punti | 13"62 1033 | 1,74 m 903  | 14,03 m 796 | 25"23 866   | 6,31 m 946  | 44,98 m 763 | 2'13"74 911 |     |     |
| 9       | Rita Nemes                | 6174 p.  | Prestazione Punti | 13"71 1020 | 1,77 m 941  | 13,86 m 785 | 25"38 852   | 6,31 m 946  | 42,56 m 716 | 2'13"50 914 |     |     |
| 10      | Lovisa Karlsson           | 6146 p.  | Prestazione Punti | 13"16 1100 | 1,74 m 903  | 12,28 m 680 | 23"99 982   | 6,40 m 975  | 37,85 m 626 | 2'15"94 880 |     |     |
| 11      | Vanessa Grimm             | 6036 p.  | Prestazione Punti | 14"09 966  | 1,71 m 867  | 13,59 m 767 | 24"94 892   | 6,13 m 890  | 45,56 m 774 | 2'15"94 880 |     |     |
| 12      | Paulina Ligarska          | 6034 p.  | Prestazione Punti | 13"96 984  | 1,71 m 867  | 14,51 m 828 | 24"96 890   | 6,07 m 871  | 40,64 m 680 | 2'13"52 914 |     |     |
| 13      | Beatričė Juškevičiūtė     | 6025 p.  | Prestazione Punti | 13"18 1097 | 1,65 m 795  | 13,33 m 749 | 24"09 972   | 6,00 m 850  | 41,47 m 696 | 2'16"88 866 |     |     |
| 14      | Jana Koščak               | 5977 p.  | Prestazione Punti | 13"40 1065 | 1,80 m 978  | 12,16 m 672 | 25"12 876   | 6,21 m 915  | 42,66 m 718 | 2'25"31 753 |     |     |
| 15      | Isabel Posch              | 5975 p.  | Prestazione Punti | 13"56 1041 | 1,68 m 830  | 12,50 m 694 | 24"06 975   | 6,08 m 874  | 45,08 m 765 | 2'22"06 796 |     |     |
| 16      | Szabina Szűcs             | 5965 p.  | Prestazione Punti | 14"04 973  | 1,74 m 903  | 12,60 m 701 | 24"97 890   | 6,23 m 921  | 39,26 m 653 | 2'12"80 924 |     |     |
| -       | Sophie Weißenberg         | dnf rit. | Prestazione Punti | 13"58 1039 | 1,71 m 867  | 13,84 m 783 | 23"53 1026  | 6,41 m 978  | dns         | dns         | dns |     |
| -       | Katarina Johnson-Thompson | dnf rit. | Prestazione Punti | 13"66 1027 | 1,83 m 1016 | 12,44 m 690 | dns         | dnf         | dnf         | dnf         |     |     |
| -       | Yuliya Loban              | dnf rit. | Prestazione Punti | 13"96 984  | 1,71 m 867  | 13,05 m 731 | dns         | dnf         | dnf         | dnf         |     |     |
| -       | Carolin Schäfer           | dnf rit. | Prestazione Punti | 13"39 1066 | 1,71 m 867  | nm          | dns         | dnf         | dnf         | dnf         |     |     |
| -       | Saga Vanninen             | dnf rit. | Prestazione Punti | 13"60 1036 | 1,68 m 830  | dns         | dns         | dnf         | dnf         | dnf         | dnf | dnf |
| -       | Bianca Salming            | dnf rit. | Prestazione Punti | 14"48 912  | 1,77 m 941  | 13,22 m 742 | 26,74 m 734 | dns         | dnf         | dnf         | dnf | dnf |
| -       | Verena Mayr               | dnf rit. | Prestazione Punti | 13"93 988  | 1,71 m 867  | dns         | dns         | dnf         | dnf         | dnf         | dnf | dnf |
| -       | Marijke Esselink          | dns      | dns               | dns        | dns         | dns         | dns         | dns         | dns         | dns         | dns |     |